# Arnold Iwaszkiewicz
Arnold Iwaszkiewicz (ur. 2 września?/15 września 1915 w Irkucku, zm. 11 października 1988 w Warszawie) – generał brygady LWP.

## Życiorys
Potomek polskich zesłańców z Wileńszczyzny. W 1933 ukończył szkołę średnią w Woroneżu, a w 1938 instytut w tym mieście jako inżynier budowy.
Pracował jako konstruktor w fabrykach do czerwca 1943, kiedy został powołany do Armii Polskiej w ZSRR w Czelabińsku. Od lipca do grudnia 1943 w Oficerskiej Szkole Piechoty w Riazaniu, po jej ukończeniu walczył m.in. nad Bugiem w lipcu 1944, pod Warszawą w styczniu 1945, na Wale Pomorskim w marcu 1945 jako dowódca baterii oraz nad Odrą, gdzie 18 kwietnia 1945 został ciężko ranny i przez kilka miesięcy przebywał w szpitalu.
Od 1953 wykładał na Katedrze Balistyki Fakultetu Uzbrojenia Wojskowej Akademii Technicznej w Warszawie. Od 1 września 1955 zastępca szefa tej katedry, a od 13 listopada 1956 zastępca komendanta WAT ds. szkolenia i nauki. W październiku 1962 awansowany na generała brygady. W grudniu 1963 uzyskał stopień doktora nauk technicznych. 31 marca 1966 został zastępcą Głównego Inspektora Techniki i Planowania Kierownictwa Sztabu Generalnego WP. We wrześniu 1981 przeniesiony w stan spoczynku. Pochowany na cmentarzu Powązki Wojskowe w Warszawie (kwatera B4-7-18).

## Odznaczenia i wyróżnienia
- Order Sztandaru Pracy I klasy (1976)
- Order Sztandaru Pracy II klasy (1968)
- Krzyż Oficerski Orderu Odrodzenia Polski (1961)
- Krzyż Kawalerski Orderu Odrodzenia Polski (1958)
- Krzyż Walecznych (1945)
- Srebrny Krzyż Zasługi (1946)
- Srebrny Medal „Zasłużonym na Polu Chwały”
- Medal za Warszawę 1939–1945
- Medal za Odrę, Nysę, Bałtyk
- Medal „Za udział w walkach o Berlin”
- Medal 10-lecia Polski Ludowej
- Medal 30-lecia Polski Ludowej
- Medal 40-lecia Polski Ludowej
- Złoty Medal „Siły Zbrojne w Służbie Ojczyzny” (1958)
- Srebrny Medal Siły Zbrojne w Służbie Ojczyzny
- Brązowy Medal Siły Zbrojne w Służbie Ojczyzny
- Srebrny Medal „Za zasługi dla obronności kraju” (1969)
- Brązowy Medal Za zasługi dla obronności kraju
- Złota odznaka honorowa „Za Zasługi dla Warszawy” (1977)[2]
- Order Czerwonej Gwiazdy (ZSRR) (1945)
- Order Wojny Ojczyźnianej I stopnia (ZSRR) (1968)
- Medal „Za wyzwolenie Warszawy” (ZSRR)
- Medal „Za zdobycie Berlina” (ZSRR)
- Medal „Za zwycięstwo nad Niemcami w Wielkiej Wojnie Ojczyźnianej 1941–1945” (ZSRR)
- Wpis do Honorowej Księgi Czynów Żołnierskich (1976)